# 狐偃
狐偃（？—前629年），姬姓，狐氏，字子犯。是晋文公的舅舅，又稱舅犯、咎犯、臼犯。

## 生平
狐偃出身戎狄部落。其父狐突，在晋武公時出仕晉國。其兄狐毛。武公之子晋献公娶狐突的女儿生重耳和夷吾，狐偃和兄长狐毛輔助重耳。
前656年，驪姬之乱使晋国混乱，太子申生自杀，狐偃劝重耳流亡外国。重耳开始了十九年国外流亡。开始住在北狄，后来继位为晋惠公的夷吾密谋行刺重耳，重耳与属下大夫们流亡中原。
途中，重耳一行经过卫国五鹿，向种地的农民乞求食物，农民将土块放于容器中給重耳。重耳大怒，要鞭打农民，狐偃说农民献土，说明公子得到土地啊，重耳大喜。他们君臣经行卫国、齐国、曹国、宋国、郑国、楚国、秦国。回国前夕，狐偃和秦国、晋国的大夫在郇地结盟。
前636年，在赵衰、狐偃、胥臣、先轸的辅佐下重耳成为国君晋文公，狐偃帮助晋文公成为霸主，是晋文公的首席谋士。他主张改革内政，整顿军队，以诚待下，功过明确赏罚。战术上讲究兵不厌诈。秦穆公把军队驻扎在黄河边上，准备送周襄王回朝。狐偃劝说晋文公抢先一步迎送天子，可以得到诸侯的拥护，且合于大义，继续晋文侯的事业。前633年，楚成王包围宋国。狐偃认为楚国刚得到曹国，又和卫国结为婚姻之国，可以攻打曹、卫两国，使楚国救援，以此缓解宋国被攻。晋文公派狐偃为上军将，狐偃让给哥哥狐毛，自己担任上军佐。城濮之战，狐毛为上军将，狐偃为上军佐，狐毛、狐偃率领上军夹攻楚国司马鬬宜申，前631年，狐偃和王子虎、鲁僖公、宋国公孙固、齐国国归父、陈国辕涛涂、秦国小子在翟泉结盟，重温践土的盟约。
之后，其子狐射姑继承了他的爵位。遗物有“子犯龢鐘”，现藏台北国立故宫博物院。